# سیارک ۲۴۷۹۴
سیارک ۲۴۷۹۴ (به انگلیسی: 24794 Kurland، نامگذاری:1993UB7) بیست و چهار هزار و هفتصد و نود و چهارمین سیارک کشف شده‌است که در ۲۰ اکتبر ۱۹۹۳ کشف شد.
قدر مطلق سیارک برابر ۳۳.۸ است.